# Mary Pierce
Mary Pierce (Montreal, Canadá, 15 de enero de 1975) es una extenista profesional francesa. Nacida en Canadá de padre estadounidense y madre francesa, Pierce tiene la ciudadanía de los tres países, pero representó a Francia a nivel internacional en competiciones por equipos y en los Juegos Olímpicos .
Pierce ganó cuatro títulos de Grand Slam: dos en individuales, uno en dobles y uno en dobles mixtos. Llegó a seis finales de individuales de Grand Slam, la más reciente en el Abierto de Estados Unidos y el Abierto de Francia en 2005. Sus títulos de individuales de Grand Slam llegaron en el Abierto de Australia de 1995 y el Abierto de Francia de 2000; Pierce es la jugadora francesa, masculina o femenina, más reciente en ganar este último título. Ganó el evento de dobles en el Abierto de Francia de 2000 con Martina Hingis como su compañera, y alcanzó una final adicional de dobles femeninos de Grand Slam en el Abierto de Australia de 2000, también haciendo pareja con Hingis. También ganó el evento de dobles mixtos en el Campeonato de Wimbledon de 2005, haciendo pareja con Mahesh Bhupathi. Pierce ganó 18 títulos individuales y 10 títulos de dobles en el WTA Tour, incluidos cinco eventos individuales de Nivel I. También llegó dos veces a la final del WTA Tour Championships, el torneo que cierra la temporada. Fue incluida en el Salón de la Fama del Tenis Internacional en 2019.

## Biografía
Mary Pierce nació en Montreal, Quebec, Canadá, hija de Yannick Adjaj y Jim Pierce. Su madre es francesa y su padre estadounidense, lo que le permite obtener la ciudadanía en los tres países. Se crio en los Estados Unidos y representó a Francia en competiciones internacionales de tenis. Habla inglés y francés con fluidez y vive en Mauricio desde mayo de 2019.
Pierce estuvo comprometida brevemente con el jugador de béisbol Roberto Alomar en 1999 y más tarde con el piloto de Air France David Emmanuel Ades, pero rompió ambos compromisos.
Pierce tuvo una relación difícil con su padre, que se ganó la reputación de ser un padre abusivo del tenis, amenazándola e incluso atacándola a ella y a otras personas. Pierce se negó a hablar con él durante un tiempo e incluso empleó a dos guardaespaldas para mantenerlo a raya (y la Asociación de Tenis Femenino introdujo la "regla Jim Pierce", que permitía prohibir a los padres y entrenadores participar en los torneos), pero más tarde, los dos finalmente se reconciliaron poco después de que ella se retirara del tenis profesional activo.
Pierce es una cristiana renacida . Después de una derrota en los primeros meses de 2000 (antes del Abierto de Francia que ganaría), dijo que se sentía "vacía y miserable", pero luego "entregué mi vida a Jesús y nací de nuevo... las cosas en mí cambiaron instantáneamente".  Pierce también atribuye este cambio en la dirección espiritual a su amistad preexistente con otra tenista profesional, Linda Wild

## Trayectoria
Pierce comenzó a jugar al tenis a los diez años.  Dos años después de ser introducida al tenis, para niñas de 12 años o menos, ocupó el puesto número 2 en el país.  En abril de 1989, en un torneo de la WTA en Hilton Head, Pierce se convirtió en la jugadora estadounidense más joven (antes de Jennifer Capriati en 1990) en debutar en el tour profesional, con 14 años y 2 meses.  Debido a su físico y enfoque agresivo, su golpeo de pelota fue comparado con el de Capriati,  y rápidamente se ganó la reputación de ser una de las golpeadoras más duras del circuito femenino.  Su padre desarrolló un interés en el deporte,  y se convirtió en su entrenador durante muchos años.  Ganó su primer torneo de individuales del WTA Tour en julio de 1991 en Palermo al derrotar a Sandra Cecchini en la final.

### 1994–2003
En julio de 1993, Pierce solicitó con éxito una orden de restricción contra su padre, quien era conocido por abusar verbalmente de su hija y sus oponentes, y la WTA le prohibió asistir a sus torneos.  Después de esta separación de su padre, Pierce fue entrenada por Nick Bollettieri, a cuya academia de tenis había asistido brevemente cuando era adolescente en 1988. Su hermano David también fue el entrenador habitual de Pierce hasta 2006. A German Aguero, fundador de Future Tennis Camps, también se le puede atribuir el éxito temprano de Pierce, ya que la acogió durante varios años y la entrenó de forma gratuita.
Pierce alcanzó su primera final de individuales de Grand Slam en el Abierto de Francia de 1994. Concedió solo diez juegos en su camino a la final, que incluyó una derrota por 6-2, 6-2 ante la número uno del mundo, Steffi Graf, en las semifinales. En la final, sin embargo, Pierce perdió ante Arantxa Sánchez Vicario en sets corridos.
Al año siguiente, Pierce ganó su primer título de Grand Slam para Francia al derrotar a Sánchez Vicario en sets seguidos en la final del Abierto de Australia de 1995 y perdió solo 30 juegos en todo el torneo para convertirse en la primera tenista nacida en Canadá en ganar un Grand Slam en individuales. Alcanzó el ranking de individuales más alto de su carrera, el número 3 del mundo, ese año. Pierce también ganó el Abierto de Japón, derrotando a Sánchez Vicario en la final.
Pierce sufrió una serie de reveses en 1996, incluida su separación de Nick Bollettieri, después de no poder defender su título en el Abierto de Australia. Además de un segundo puesto en el Campeonato Bausch & Lomb en Amelia Island y una semifinal en Hamburgo, lo más destacado del año para Pierce fue su primera aparición en los cuartos de final de Wimbledon .
Pierce volvió a la final de individuales del Abierto de Australia en 1997, donde perdió ante Martina Hingis en sets seguidos. También perdió en la final del Campeonato WTA Tour de ese año ante Jana Novotná. Pierce fue miembro del equipo francés que ganó la Fed Cup de 1997 , y su único título esa temporada fue el Abierto de Italia, derrotando a Conchita Martínez en la final. Pierce ganó el premio a la Jugadora Regresada del Año por terminar el año en el puesto número 7 del mundo después de comenzar en el puesto número 21 del mundo.
En 1998 ganó cuatro títulos: el torneo en pista cubierta de París, el Campeonato de Amelia Island, la Copa Kremlin y el Abierto de Luxemburgo. Además, fue subcampeona en el Clásico de San Diego.
Pierce ganó su segundo título de individuales de Grand Slam y su primer título de dobles de Grand Slam en el Abierto de Francia de 2000. En la final de individuales, derrotó a Martínez para convertirse en la primera mujer francesa en reclamar el título desde Françoise Dürr en 1967.  También se asoció con Hingis para ganar la corona de dobles femeninos, su segundo torneo de Grand Slam del año después del Abierto de Australia. Su clasificación cayó al número 130 a fines de 2001 y llegó a casi 300 en abril de 2002.
Pierce ayudó a Francia a ganar la Fed Cup por segunda vez en 2003 al derrotar a Estados Unidos en la final. 

### 2004-2006
En 2004, Pierce ganó su primer título desde 2000, en el torneo 's-Hertogenbosch, llegando de esa manera a los 16 títulos de sencillos.
En 2005, Pierce alcanzó la final del Abierto de Francia por tercera vez, y perdió 6-1, 6-1 frente a Justine Henin-Hardenne. Más adelante confirmó que esta aparición, seguida de contundentes victorias sobre tenistas muy bien ranqueadas como la N.º 1 Lindsay Davenport, no fue casualidad, al llegar a cuartos de finales en el torneo de Wimbledon por primera vez desde 1996. En esta oportunidad, Pierce enfrentó a Venus Williams, y perdió el encuentro luego de un emocionante tiebrake en el segundo set, que duró 22 puntos. Ganó el título de dobles mixtos en el mismo torneo, en dupla con Mahesh Bhupathi. El 7 de agosto Pierce ganó su primer torneo de sencillos del año en San Diego, al derrotar a Ai Sugiyama en la final. Luego de ello, alcanzó la final del Abierto de Estados Unidos. Para acceder a esta final, derrotó a Justine Henin-Hardenne en cuarta vuelta (6-3, 6-4), siendo su primera victoria sobre la talentosa jugadora. En cuartos de final, Pierce derrotó a la tercera cabeza de serie, Amelie Mauresmo 6-4, 6-1, llegando así a la primera semifinal del Abierto de Estados Unidos en su carrera. Luego de este triunfo Mary comentó: "Tengo 30 años, y he estado 17 en el tour, y todavía hay 'primeras veces' para mi. Esto es asombroso". No obstante que llegó a la final, no pudo coronarse campeona, ya que Kim Clijsters le propinó un irremontable 6-3, 6-1. Su gran año le permitió acceder a la Copa Kremlin (en Moscú) y alcanzar su tercera final del 2005.
Al ganar en Moscú se aseguró un cupo en el Tour de Campeones de la WTA, que se llevó a cabo en Los Ángeles, en el que las ocho mejores jugadoras del año compiten en un inusual formato para llevarse el premio a la mejor de las mejores: Un millón de dólares americanos. En un formato de round-robin, en su grupo obtuvo tres victorias, contra Clijsters en tres sets; Mauresmo en tres sets; y Dementieva en sets seguidos. En la semifinal derrotó a la mejor ranqueada, Lindsay Davenport en un intenso juego de dos sets, que fueron decididos en sendos tie-breakes 7-6(5),7-6(6). Sin embargo, perdió la final frente a Mauresmo.
El exitoso 2005 de Pierce le permitió terminar N.º 5 en el ranking WTA, coincidiendo con su mejor ranking histórico en los años 1994, 1995, y 1999, quedando a menos de 200 puntos de la N.º 4, María Sharápova y a menos de 300 puntos de Amélie Mauresmo, la N.º 3. Un comienzo exitoso en 2006 le permitiría a Pierce escalar más puestos en el ranking, ya que su comienzo de 2005 no fue muy bueno.
El regreso en buena forma de Pierce fue uno de los puntos altos en el desenvolvimiento de los hechos en el mundo tenístico del 2005.
Pierce entrenó duro en la pretemporada con el objetivo de ganar títulos importantes en 2006. Su primer torneo del año fue el Abierto de Australia. Derrotó a Nicole Pratt de Australia en la primera ronda antes de perder contra Iveta Benešová de la República Checa en la segunda ronda. La derrota le negó un partido de tercera ronda con Martina Hingis. Pierce llegó a la final de su siguiente torneo, el Gaz de France en París, donde perdió contra su compatriota Amélie Mauresmo en sets seguidos. Pierce no volvió a jugar hasta agosto debido a lesiones en el pie y la ingle, retirándose del Abierto de Francia y Wimbledon.
Después de pasar seis meses fuera de la gira, Pierce comenzó su regreso en el Acura Classic, donde fue campeona de 2005. Perdió en cuartos de final ante María Sharápova. En solo su segundo torneo en más de seis meses, Pierce jugó en el US Open y perdió ante Li Na, la cabeza de serie número 24 de China, en la tercera ronda. Pierce luego perdió en la primera ronda de los siguientes tres torneos que jugó. Fue derrotada en el Luxembourg Open por Alona Bondarenko, quien ganó el título. Jelena Janković derrotó a Pierce en Stuttgart y Katarina Srebotnik derrotó a Pierce en el Zurich Open.

## Vida personal
Durante los primeros años en el tour, Pierce fue avergonzada por el comportamiento grotesco de su padre. Jim Pierce, quien además era su entrenador, frecuentemente gritaba a las oponentes de su hija durante los partidos. En una oportunidad, estando sentado en las gradas, gritó: "Mary, ¡mata a esa mujerzuela!". En varias ocasiones se supo de los abusos físicos y verbales que cometió contra la propia Mary durante los entrenamientos y luego de perder partidos. En el abierto de Francia, en 1993, fue expulsado luego de golpear a un espectador, y eso llevó a que la Asociación de Tenis Femenino (WTA por sus siglas en inglés) lo vetara de presenciar cualquier torneo de dicha organización por 5 años. El incidente dio paso a la creación de una nueva regla en la WTA (conocida hasta hoy como la "regla Jim Pierce") que prohíbe conducta abusiva de parte de jugadores, entrenadores o familiares. Mary no siguió con su padre como entrenador desde 1993, e incluso inició acciones judiciales en su contra. Pocas semanas después, se vio envuelto en una pelea con uno de los guardaespaldas que custodiaba a Mary en un hotel donde se hospedaba. Luego de eso, él la demandó, reclamando que ella le habría prometido el 25% del total de las ganancias percibidas como tenista. Ella accede a pagarle US$500.000 para que levantara la demanda y la dejara en paz. Ella se retira del torneo de Wimbledon en 1994 luego que un periódico británico amenazara con infiltrar a su padre en las cercanías.
Pierce estuvo comprometida con el exjugador de Béisbol de las Liga Mayores Roberto Alomar. Sin embargo, las dos estrellas no están juntas. Luego de la separación de su padre, Pierce fue entrenada por Nick Bollettieri, a quien conocía por haber asistido a su escuela de tenis a fines de los 80's. Su hermano David es su entrenador. Ella se ha reconciliado parcialmente con su padre Jim, y ocasionalmente se les ha visto practicar juntos.

#### Lesión de rodilla
En el torneo Generali Ladies Linz de octubre de 2006, Pierce derrotó a Ai Sugiyama en la primera ronda y lideraba contra Vera Zvonareva por 6-4, 6-5 en la segunda ronda cuando se rompió el ligamento cruzado anterior de la rodilla izquierda. Había tenido tres puntos de partido antes de la lesión. Pierce se sometió a una operación exitosa en diciembre de 2006 y se perdió todo el año 2007. Se esperaba que regresara al circuito en 2008, pero al final de ese año todavía estaba fuera de juego sin una fecha de regreso proyectada. Sin embargo, declaró que todavía no estaba lista para retirarse.
Pierce hizo una aparición en el Abierto de Francia de 2007, ya que una avenida de Roland Garros recibió su nombre en su honor: Allée Mary Pierce. También ayudó con el aspecto social del Abierto de Francia, participando en la ceremonia posterior al partido después de la final femenina. Pierce fue nombrada miembro del equipo olímpico francés para los Juegos Olímpicos de Pekín 2008. Sin embargo, el 21 de julio de 2008, Pierce se retiró de los Juegos Olímpicos debido a una lesión.
Pierce, Caroline Wozniacki y Ana Ivanovic  son las únicas tres mujeres en ganar tanto el campeonato como la cuchara de madera en un torneo de Grand Slam. La cuchara de madera de Pierce llegó en el Abierto de Australia de 2002 , donde se retiró en la primera ronda ante Jill Craybas; fue campeona en 1995 , lo que la convirtió en la primera jugadora en ganar tanto el campeonato como la cuchara de madera en el mismo torneo de Grand Slam.  Desde entonces, Jeļena Ostapenko ha logrado la misma distinción, ganando el Abierto de Francia de 2017, pero ganando la cuchara de madera en su defensa del título al año siguiente.
Desde octubre de 2013, Pierce vive en distrito de Black River, Mauricio, donde enseña tenis.

## Torneos del Grand Slam

### Individuales

#### Títulos (2)
| Año  | Torneo               | Oponente en la final    | Resultado en final |
| 1995 | Abierto de Australia | Arantxa Sánchez Vicario | 6-3, 6-2           |
| 2000 | Roland Garros        | Conchita Martínez       | 6-2, 7-5           |

#### Finalista (4)
| Año  | Torneo               | Oponente en la final    | Resultado en final |
| 1994 | Roland Garros        | Arantxa Sánchez Vicario | 4-6, 4-6           |
| 1997 | Abierto de Australia | Martina Hingis          | 2-6, 2-6           |
| 2005 | Roland Garros        | Justine Henin           | 1-6, 1-6           |
| 2005 | Abierto de EE.UU.    | Kim Clijsters           | 1-6, 3-6           |

## Títulos WTA (18; 18+0)

### Individuales (18)
| Leyenda                    |
| -------------------------- |
| Grand Slams (2)            |
| WTA Tour Championships (0) |
| Tier I (5)                 |
| Tier II (5)                |
| Tier III (2)               |
| Tier IV (4)                |

| Títulos por superficie |
| ---------------------- |
| Cemento (5)            |
| Tierra (6)             |
| Hierba (1)             |
| Moqueta (6)            |

| N.º | Fecha                    | Torneo               | Superficie | Rival                   | Resultado        |
| --- | ------------------------ | -------------------- | ---------- | ----------------------- | ---------------- |
| 1.  | 14 de julio de 1991      | Palermo              | Tierra     | Sandra Cecchini         | 6-0, 6-3         |
| 2.  | 23 de febrero de 1992    | Cesena               | Moqueta    | Catherine Tanvier       | 6-1, 6-1         |
| 3.  | 12 de julio de 1992      | Palermo              | Tierra     | Brenda Schultz          | 6-1, 6-7(3), 6-1 |
| 4.  | 1 de noviembre de 1992   | San Juan             | Cemento    | Gigi Fernández          | 6-1, 7-5         |
| 5.  | 17 de octubre de 1993    | Filderstadt          | Cemento    | Natasha Zvereva         | 6-3, 6-3         |
| 6.  | 28 de enero de 1995      | Abierto de Australia | Cemento    | Arantxa Sánchez Vicario | 6-3, 6-2         |
| 7.  | 24 de septiembre de 1995 | Tokio                | Cemento    | Arantxa Sánchez Vicario | 6-3, 6-3         |
| 8.  | 11 de mayo de 1997       | Roma                 | Tierra     | Conchita Martínez       | 6-4, 6-0         |
| 9.  | 15 de febrero de 1998    | París                | Moqueta    | Dominique Van Roost     | 6-3, 7-5         |
| 10. | 12 de abril de 1998      | Amelia Island        | Tierra     | Conchita Martínez       | 6-7(8), 6-0, 6-2 |
| 11. | 25 de octubre de 1998    | Moscú                | Moqueta    | Monica Seles            | 7-6(2), 6-3      |
| 12. | 31 de octubre de 1998    | Luxemburgo           | Moqueta    | Silvia Farina           | 6-0, 2-0, ret.   |
| 13. | 31 de octubre de 1999    | Linz                 | Moqueta    | Sandrine Testud         | 7-6(2), 6-1      |
| 14. | 23 de abril de 2000      | Hilton Head          | Tierra     | Arantxa Sánchez Vicario | 6-1, 6-0         |
| 15. | 10 de junio de 2000      | Roland Garros        | Tierra     | Conchita Martínez       | 6-2, 7-5         |
| 16. | 19 de junio de 2004      | 's-Hertogenbosch     | Hierba     | Klára Koukalová         | 7-6(6), 6-2      |
| 17. | 7 de agosto de 2005      | San Diego            | Cemento    | Ai Sugiyama             | 6-0, 6-3         |
| 18. | 16 de octubre de 2005    | Moscú                | Moqueta    | Francesca Schiavone     | 6-4, 6-3         |

### Finales (23)
- 1993: Palermo ante Radka Bobkova
- 1994: Houston ante Sabine Hack
- 1994: Roland Garros ante Arancha Sánchez Vicario
- 1994: Leipzig ante Jana Novotna
- 1994: Filderstad ante Anke Huber
- 1994: Filadelfia ante Anke Huber
- 1995: París ante Steffi Graf
- 1995: Zúrich ante Iva Majoli
- 1996: Amelia Island ante Irina Spîrlea
- 1997: Abierto de Australia ante Martina Hingis
- 1997: Berlín ante Mary Joe Fernández
- 1997: Master ante Jana Novotna
- 1998: San Diego ante Lindsay Davenport
- 1999: Brisbane ante Patty Schnyder
- 1999: Hamburgo ante Venus Williams
- 1999: Roma ante Venus Williams
- 1999: Filderstadt ante Martina Hingis
- 2004: París ant Kim Clijsters
- 2005: Roland Garros ante Justine Henin
- 2005: Abierto de EE. UU. ante Kim Clijsters
- 2005: Masters ante Amelie Mauresmo
- 2006: París ante Amelie Mauresmo